# Saint-Hilaire-du-Harcouët
Saint-Hilaire-du-Harcouët ist eine französische Gemeinde mit 5.735 Einwohnern (Stand 1. Januar 2022) im Département Manche in der Region Normandie. Sie gehört zum Arrondissement Avranches und zum Kanton Saint-Hilaire-du-Harcouët. Die Gemeinde liegt am Fluss Sélune.
Mit Wirkung vom 1. Januar 2016 wurde Saint-Hilaire-du-Harcouët durch Fusion mit den früheren Gemeinden Saint-Martin-de-Landelles und Virey unter Beibehaltung des Namens zu einer Commune nouvelle.

## Gliederung
| Ortsteil                                    | ehemaliger INSEE-Code | Fläche (km²) | Einwohnerzahl (2016) |
| ------------------------------------------- | --------------------- | ------------ | -------------------- |
| Saint-Hilaire-du-Harcouët (Verwaltungssitz) | 50484                 | 10,12        | 3926                 |
| Saint-Martin-de-Landelles                   | 50515                 | 19,91        | 1131                 |
| Virey                                       | 50644                 | 16,94        | 1063                 |

## Geschichte
Im Zweiten Weltkrieg wurde das von Deutschen besetzte Saint-Hilaire-du-Harcouët am 14. Juni 1944 von der alliierten Luftwaffe bombardiert.

## Bevölkerungsentwicklung
| Jahr      | 1962 | 1968 | 1975 | 1982 | 1990 | 1999 | 2009 | 2018 |
| Einwohner | 3871 | 4583 | 5077 | 4849 | 4489 | 4363 | 4036 | 5932 |

## Gemeindepartnerschaften
Partnergemeinden von Saint-Hilaire sind Zierikzee in den Niederlanden und Saint Peter auf der Insel Jersey.

## Persönlichkeiten
- Robert Le Gall (* 1946), Erzbischof von Toulouse
- Jean-Claude Bagot (* 1958), ehemaliger Profiradrennfahrer

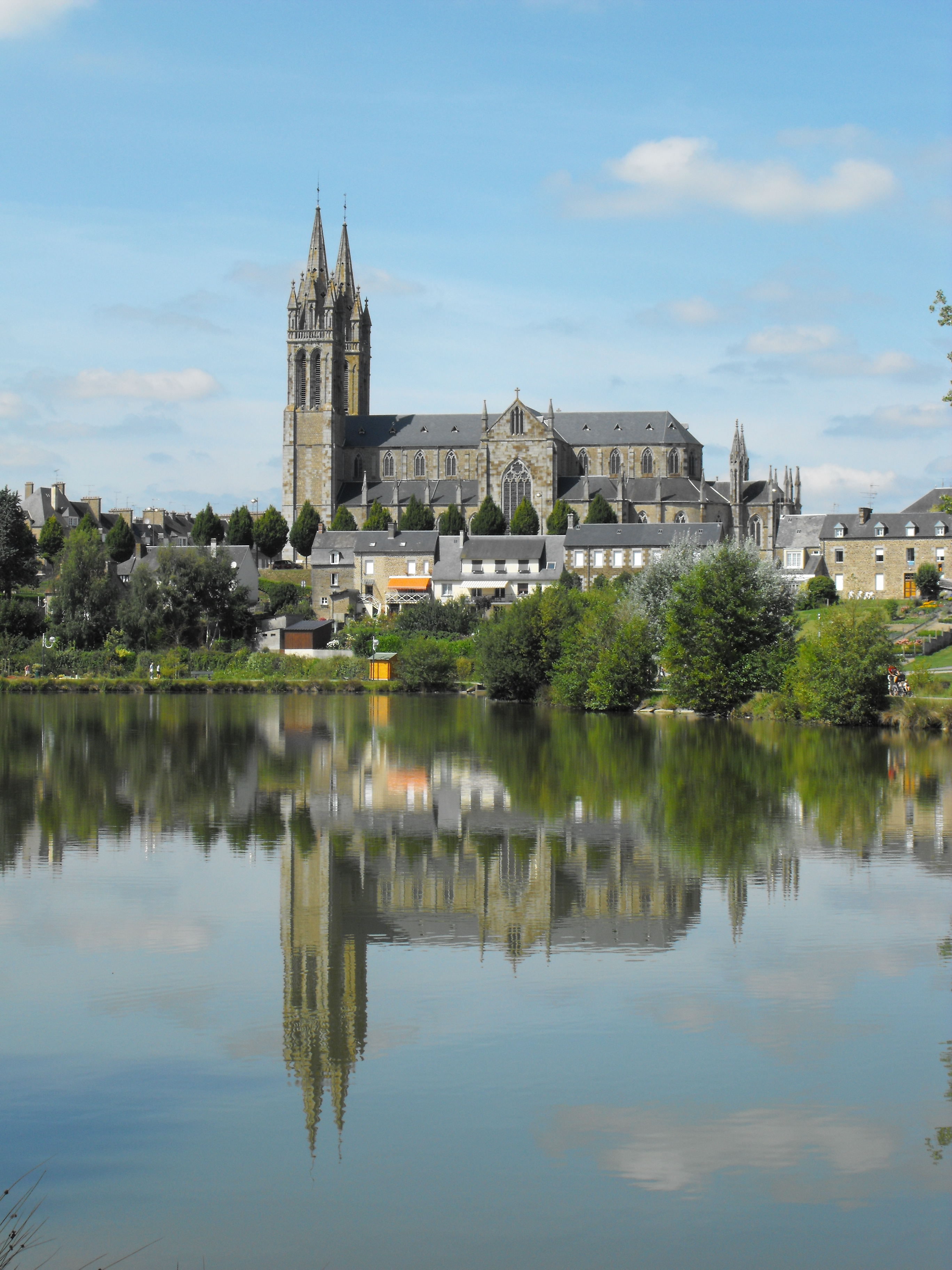
Kirche Saint-Hilaire